# Mercedes Jijón
María de las Mercedes Jijón de Vivanco y Chiriboga (25 de março de 1811, Otavalo - 4 de junho de 1878, Quito) foi a primeira primeira-dama do Equador, servindo nesta qualidade por duas vezes ao lado do seu marido, Juan José Flores.

## Vida pregressa
Mercedes Jijón nasceu em Otavalo, Equador, então parte da Real Audiencia de Quito, em 25 de março de 1811, filha do proprietário e comerciante Antonio Jijón Chiriboga e da sua esposa, Mariana Vivanco Calisto. Mercedes e os seus dez irmãos mais velhos nasceram numa família respeitada e influente, além de rica. Através do seu pai, Mercedes teve sangue nobre, o que permitiu que ela iniciasse um litígio para reivindicar o título do seu primo, embora sem sucesso.

### Casamento
Após a Guerra da Independência do Equador e a anexação da Real Audiencia de Quito à Grã- Colômbia, o general venezuelano Juan José Flores foi designado Prefeito do Departamento do Equador. Para legitimar a sua administração ao povo equatoriano, Flores decidiu casar-se com Mercedes, então com apenas 13 anos.
Flores e Jijón casaram-se na Catedral de Quito em 21 de outubro de 1824 numa cerimônia presidida pelo Arcebispo de Quito Nicolás de Arteta y Calisto, o seu padrinho via José Feliz Valdivieso. Vários oficiais militares e políticos também estiveram presentes, além de parentes de Jijón.